# Coramus
Coramus – wymarły rodzaj muchówek z rodziny Tanyderidae i podrodziny Nannotanyderinae. Obejmuje tylko jeden opisany gatunek, Coramus gedanensis. Żył w eocenie na terenie współczesnej Europy.

## Taksonomia
Rodzaj i gatunek typowy opisane zostały po raz pierwszy w 2016 roku przez Kornelię Skibińską na łamach „Palaeontologia Electronica”. Opisu dokonano na podstawie dwóch inkluzji w bursztynie bałtyckim, pochodzących z epoki eocenu. Nazwę rodzajową nadano na cześć Roberta Corama, zaś epitet gatunkowy oznacza po łacinie „gdańska”.

## Morfologia
Głowa tej muchówki zaopatrzona była w delikatne, nieco krótsze od ciała czułki zbudowane z 16 członów, przy czym dwa początkowe człony biczyka są wydłużone, a pozostałe ku szczytowi coraz krótsze. Długość aparatu gębowego jest mniejsza niż szerokość głowy, a wydłużone głaszczki mają człon ostatni dłuższy niż przedostatni. Skrzydła miały 4 mm długości i 1,7 mm szerokości. Ich użyłkowanie cechowały m.in.: żyłka subkostalna zakończona niemal na przeciw ⅓ długości żyłki R2+3, żyłki R2+3 oraz R4+5 o około połowę krótsze od żyłki R2, poprzeczne żyłka radialno-medialna umieszczona prawie w połowie górnej krawędzi komórki dyskoidalnej czy poprzeczna żyłka medialno-kubitalna umieszczona w pierwszym decylu czwartej gałęzi żyłki medialnej. Samcze genitalia miały długie gonopody, pięciokrotnie dłuższe niż szersze i walcowate gonokoksyty, gonostylik podzielony na dwie długości połowy jego szerokości gałęzie z wierzchołkową szczecinką kolcowatą każda oraz edeagus z trzema fallotremami. Hypopygium zewnętrzną budową nie odbiegało od innych przedstawicieli podrodziny.